# Břest
Břest é uma comuna checa localizada na região de Zlín, distrito de Kroměříž.